# Tegalroso
Tegalroso is een bestuurslaag in het regentschap Temanggung van de provincie Midden-Java, Indonesië. Tegalroso telt 1704 inwoners (volkstelling 2010).